# Sarcé
Sarcé là một xã trong tỉnh Sarthe ở tây bắc nước Pháp. Xã này có diện tích 11 km2, dân số năm 2006 là 288 người.